# Dipoena galilaea
Dipoena galilaea là một loài nhện trong họ Theridiidae.
Loài này thuộc chi Dipoena. Dipoena galilaea được miêu tả năm 1981 bởi Levy & Amitai.